# 대명률
《대명률》(大明律)은 1397년에 반포되어 명·청시대의 약 500년간을 통하여 형률(刑律)의 근본(根本)이 된 중국의 법전이다. 총 30권으로 구성되어 있다. 이전에도 당률을 바탕으로 하여 종종 편찬개정이 이루어졌으나, 결국 그 체계가 현실에 맞지 않아 원의 법률서 《원전장》(元典章)의 편목을 따랐다. 행정 관청인 이(吏)·호(戶)·예(禮)·병(兵)·형(刑)·공(工)에 따라 율(律)도 6부로 나눈 뒤에 명례(名例)를 더하여 7률(律)로 했다. 그 후 시세의 추이에 맞지 않는 것이 있어 1550년 《문형조례》(問刑條例) 249조를 반포하여 이를 보충하였다. 이 대명률은 조선·일본·안남(安南)의 법률에 영향을 끼쳐 법률사상 당률과 함께 가장 중요한 것이다.

## 참고 자료
- 이 문서에는 다음커뮤니케이션(현 카카오)에서 GFDL 또는 CC-SA 라이선스로 배포한 글로벌 세계대백과사전의 내용을 기초로 작성된 글이 포함되어 있습니다.